# Здание табачной фабрики братьев Асланиди
Здание табачной фабрики братьев Асланиди — здание в Ростове-на-Дону, построенное в конце XIX века. Располагается на углу Будённовского проспекта и Красноармейской улицы. Первоначально здание занимала табачная фабрика братьев Асланиди. В настоящее время это один из корпусов городской больницы № 8. Здание табачной фабрики братьев Асланиди имеет статус объекта культурного наследия регионального значения.

## История

Мемориальная доска на фасаде

В 1874 году братьями Иваном Христофоровичем и Ахиллесом Христофоровичем Асланиди была основана табачная фабрика. Она занимала здание на пересечении Скобелевской улицы и Таганрогского проспекта (ныне Красноармейской ул. и Будённовского пр.). В 1913 году фабрика братьев Асланиди была приобретена акционерным обществом «В. И. Асмолов и К°». В 1920 году в здании бывшей табачной фабрики разместилась клиника глазных болезней. В начале 1950-х годов здание было отремонтировано и передано городской больнице. В 1962 году на здании была установлена мемориальная доска с надписью: «В этом доме с 1920 по 1952 г. жил и работал выдающийся ученый-офтальмолог, профессор К. X. Орлов». Постановлением Главы Администрации Ростовской области № 411 от 9 октября 1998 года здание табачной фабрики братьев Асланиди было взято под государственную охрану как объект культурного наследия регионального значения.

## Архитектура

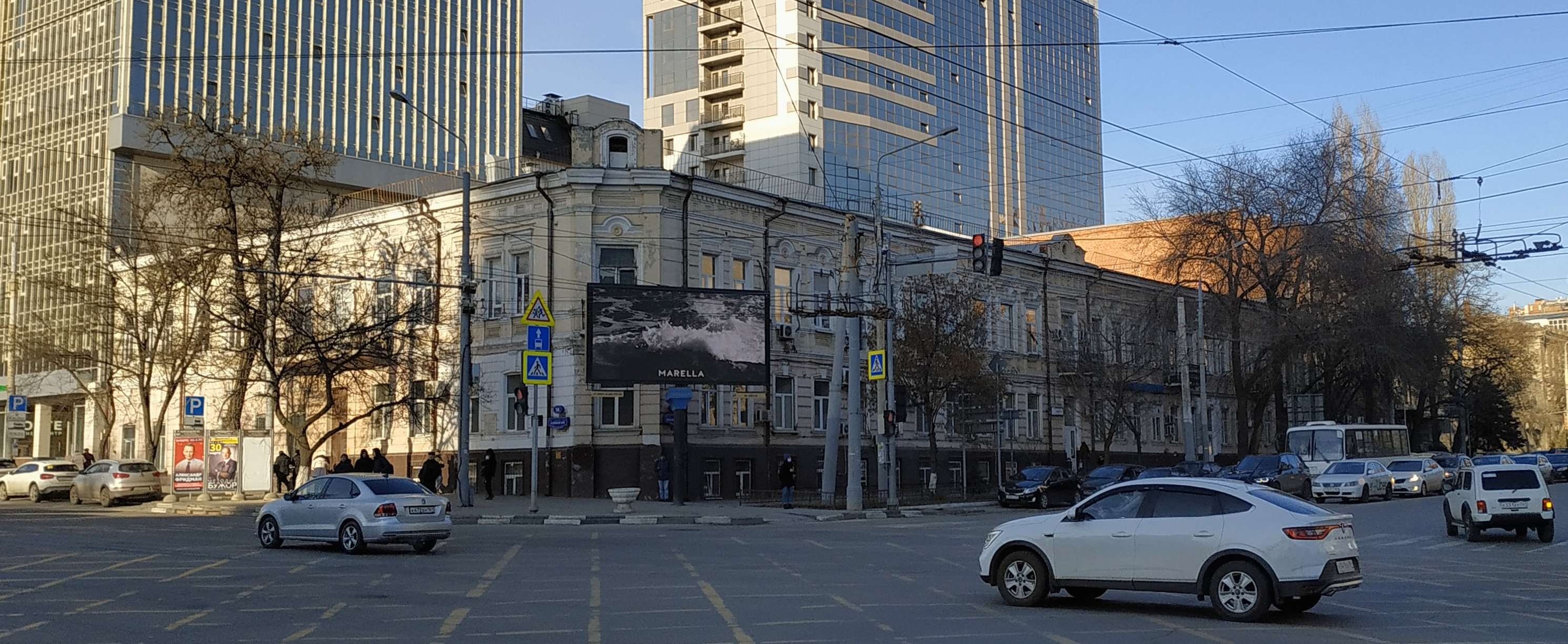
Здание в 2021 году

Двухэтажное кирпичное здание имеет П-образную конфигурацию в плане. Фасады выходят на Красноармейскую улицу и Будённовский проспект. Их архитектурно-художественный облик определяют расположенные по бокам раскреповки. Первый этаж отделан рустом. Оконные проёмы первого этажа декорированы наличниками и замковыми камнями. Окна на втором этаже оформлены наличниками и декоративными сандриками. Балконы второго этажа имеют решётчатые ограждения. Строение имеет коридорную систему планировки с двусторонним расположением помещений.